# Envejecimiento de Europa

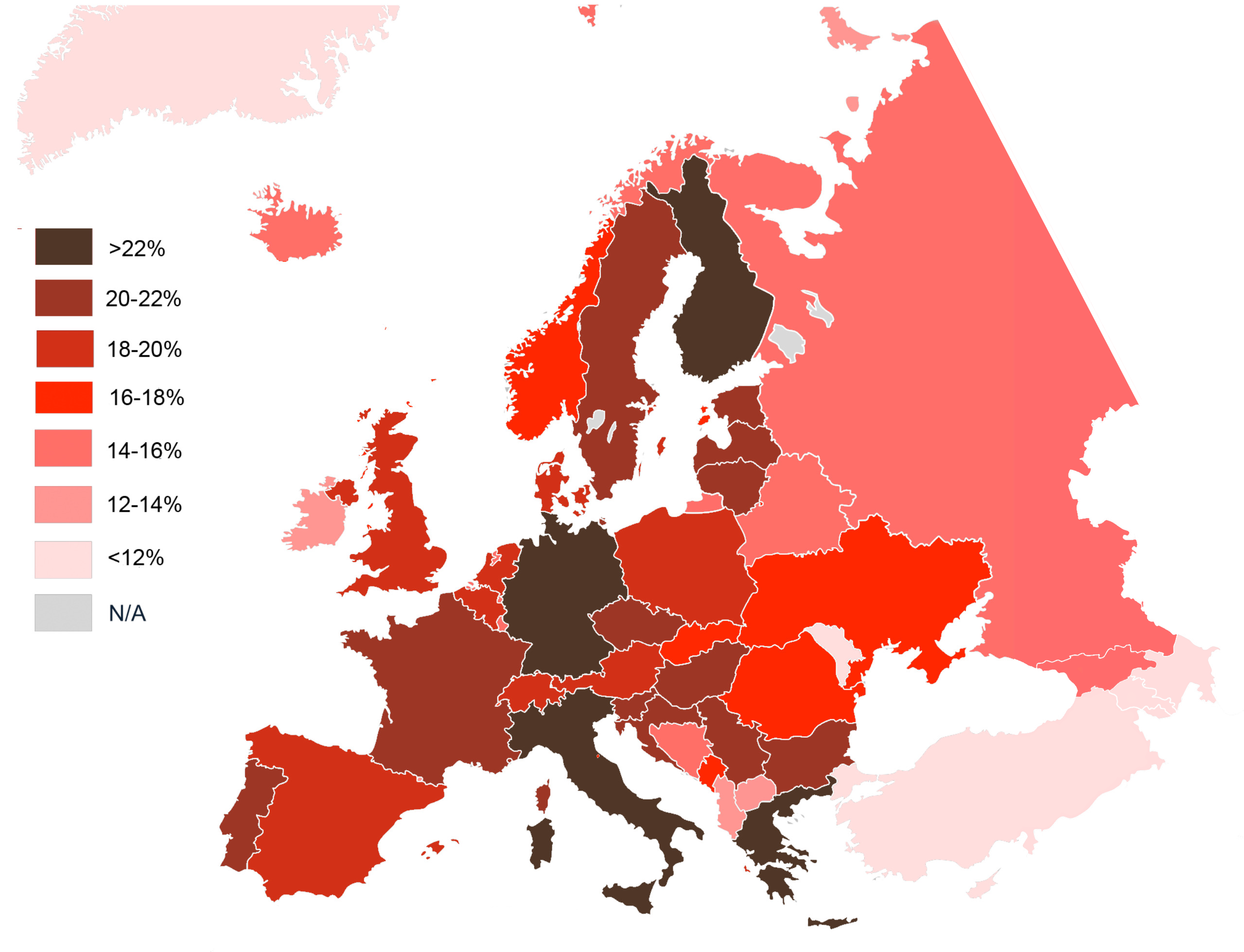
Porcentaje de la población superior a 65 años en Europa en 2020

El envejecimiento de Europa es un fenómeno demográfico y social caracterizado por un declive de la tasa de fecundidad, un declive de la tasa de mortalidad y una esperanza de vida creciente en Europa.
Este envejecimiento conlleva un declive del porcentaje de europeos en la población mundial, con tendencia a amplificarse durante las cuatro próximas décadas. El aumento de la población de tercera edad  también conlleva consecuencias en lo que se refiere a la mano de obra. Así, la población europea en edad de trabajar constituye, en 2005, el 11,9 % de la población activa mundial, pero podría pasar a solo el 6,4 % en 2050. Este fenómeno podría conducir a un declive de Europa y de su relevancia (sobre todo económica) en el mundo.

## Tendencias generales
Giuseppe Carone y Declan Costello, del Fondo Monetario Internacional, predijeron en septiembre de 2006 que la relación del número de jubilados con respecto al de los activos en Europa se duplicará y alcanzará el 0,54 en 2050. William H. Frey, investigador de la Brookings Institución, prevé que la edad promedio de la población europea pasará de 37,7 años (datos de 2003) a 52,3 años en 2050. Al mismo tiempo, el de la población estadounidense solo alcanzara los 35,4 años.
La Organización para la Cooperación y el Desarrollo Económicos estima que solo el 39 % de los europeos que tienen entre 55 y 65 años trabajan. Si la predicción de William H. Frey a propósito del aumento de la edad mediana europeo es cierta, la productividad económica de Europa podría disminuir radicalmente en los cuarenta años a venir.
La Oficina del Censo de los Estados Unidos estima que en 2030 la población activa de la Unión Europea disminuirá el 14 % con respecto a 2002, y que su capacidad de consumo total disminuirá del 7 %.
En 2022, la Unión Europea contabilizó 0,2 millones de personas más que lo que se había proyectado en proyecciones demográficas previas, pero 0,9 millones de personas tenían una edad de 65 años o más. Se espera que la expectativa de vida se incremente por 7,7 años sobre la proyección anterior, de 78.4 en 2022 a 90,4 en 2070.
Según Eurostat, la proporción de personas de 65 años o más en la Unión Europea aumentó del 16,2 % en 2003 al 21,3 % en 2023. Este incremento ha elevado la edad media de la población europea a 44,4 años en 2022.
Este envejecimiento poblacional plantea desafíos significativos para los sistemas de pensiones y la sostenibilidad fiscal en Europa. Por ejemplo, se prevé que España necesitará un ajuste fiscal adicional equivalente al 6,3 % de su PIB para 2045 para afrontar los costos crecientes asociados al envejecimiento.
Además, la esperanza de vida en la UE ha aumentado, situándose en 81,5 años en 2023. Sin embargo, este incremento no siempre se traduce en más años de vida saludable, lo que podría incrementar la demanda de servicios asistenciales y ejercer presión sobre los sistemas sanitarios.
En cuanto a la población activa, se proyecta que la población de la UE alcanzará su máximo en 2026 con 453,3 millones de personas, para luego disminuir gradualmente a 447,9 millones en 2050 y a 419,5 millones en 2100. Esta tendencia podría afectar negativamente la productividad económica y la competitividad global de la región.

## Causa
A lo largo de las últimas décadas, Europa ha experimentado un marcado proceso de envejecimiento de su población debido a diversos factores demográficos y sociales. Entre las causas principales destacan:
1. Baja tasa de natalidad: Desde la década de 1960, la natalidad en Europa ha disminuido notablemente. En los años setenta y noventa, la tasa bajó por debajo del nivel de reemplazo generacional (2,1 hijos por mujer), y actualmente se sitúa en torno a 1,4 hijos por mujer.[15] Esta tendencia varía geográficamente, con países como Italia y Alemania registrando cifras particularmente bajas, mientras que otros, como Suecia, muestran tasas algo más altas.[16]
2. Aumento de la esperanza de vida: Las mejoras en la atención médica, la prevención y el tratamiento de enfermedades, así como una mayor calidad de vida, han incrementado sustancialmente la esperanza de vida a edades avanzadas. Por ejemplo, la disminución de la mortalidad entre adultos mayores, especialmente por enfermedades cardiovasculares, ha prolongado la supervivencia por varios años.[15] Esto genera un “envejecimiento por arriba”, con más personas llegando a edades muy avanzadas.[16]
3. Migración insuficiente para contrarrestar el envejecimiento: Aunque la inmigración tiende a aportar población más joven, su nivel en Europa es insuficiente para compensar el proceso de envejecimiento general.[15][16] Además, en algunos países del este del continente, la emigración de jóvenes hacia naciones más desarrolladas agrava la situación.[16]
4. Herencia demográfica y fluctuaciones históricas de la natalidad: Los patrones demográficos del siglo XX, incluidas las guerras mundiales y las variaciones históricas en la fecundidad, han dado lugar a cohortes menos numerosas que llegan a la vejez. Estos desequilibrios son especialmente marcados en Europa del Este, donde el impacto histórico fue mayor.[15]
5. Cambios en estilos de vida y políticas familiares: Factores como la incorporación masiva de las mujeres al mercado laboral, los altos costos de la crianza, el acceso a la planificación familiar y cambios culturales en las actitudes hacia la maternidad y la paternidad también han contribuido a la reducción de la tasa de natalidad.[15][16]

## Alemania

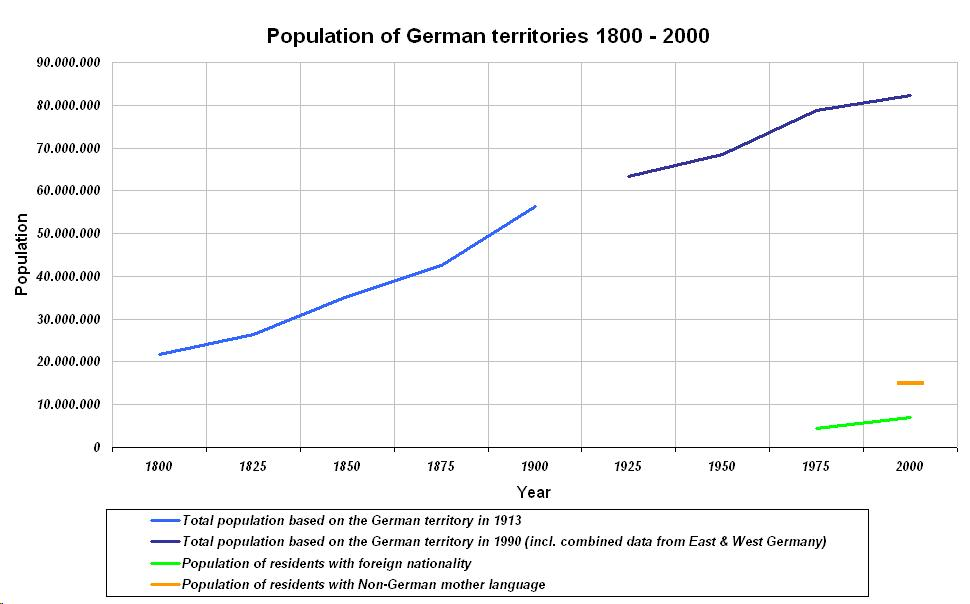
Población de los territorios alemanes (1800-2000), y población inmigrante (1975-2000).

Con 84,7 millones de habitantes en febrero de 2024, Alemania sigue siendo el país más poblado de la Unión Europea. Sin embargo, su tasa de fecundidad continúa en niveles muy bajos: tras situarse en 1,58 hijos por mujer en 2021, descendió hasta 1,35 en 2024, con una disminución especialmente pronunciada en el este del país. Este estancamiento de la natalidad, sumado a una tasa de mortalidad superior a la de nacimientos, impulsa el envejecimiento de la población: en 2023, el 22 % de los habitantes tenía 65 años o más, y las proyecciones indican que para 2035 este grupo superará los 20 millones de personas.
Las estimaciones federales prevén que la población total podría reducirse hasta 65 o 70 millones de habitantes en 2060 (en función del saldo migratorio positivo, ya sea de 100 000 o 200 000 personas por año, respectivamente). Esta dinámica demográfica refleja un proceso de transición en cinco fases, en el cual la última etapa, posterior a la estabilización de la tasa de mortalidad, se caracteriza por el envejecimiento y la paulatina disminución de la población.
El impacto económico del envejecimiento es significativo. Se prevé que la población en edad de trabajar (20-67 años) disminuya un 2 % para 2045, lo que supondría la pérdida de unos 6,3 millones de trabajadores respecto a 2010 y podría derivar en escasez de mano de obra y menor crecimiento económico. El Fondo Monetario Internacional ha advertido que este fenómeno podría ralentizar el crecimiento a medio plazo, ubicándolo en torno al 0,7 % anual.
Ante estos desafíos, el gobierno ha puesto en marcha reformas para incentivar la prolongación de la vida laboral y retrasar la jubilación. Las medidas, aprobadas en 2024, contemplan pagos adicionales para quienes difieren el cobro de sus pensiones y continúan trabajando al menos un año más, así como mejoras en las contribuciones empresariales a la seguridad social, lo que incrementa de facto los salarios. Estas políticas se suman a los esfuerzos por aumentar la participación laboral de las personas mayores: entre 2012 y 2021, la tasa de empleo del grupo de 55 a 64 años creció del 62 % al 72 %.
La inmigración ha desempeñado un papel relevante en la compensación de la baja natalidad, aunque su efecto no está exento de complejidades. Entre 2015 y 2022, Alemania experimentó una elevada rotación migratoria, con cerca de 12,5 millones de llegadas y 7,15 millones de salidas, lo que implica que alrededor del 60 % de las personas no alemanas abandonaron el país. Esta dinámica evidencia la necesidad de políticas de integración eficaces que faciliten la retención de los inmigrantes y aprovechen plenamente su contribución demográfica.
En el ámbito sanitario, el incremento esperado de la demanda de cuidados de larga duración (un 37 % más para 2055) y la escasez de personal especializado (más de 100 000 puestos sin cubrir) constituyen retos adicionales.

## Bélgica
En 2023, cerca del 20 % de la población tenía 65 años o más, lo que equivalía aproximadamente a 2,3 millones de personas. Esta tendencia se refleja también en el aumento de la media de edad, que en 2024 alcanzó los 42 años.
Las proyecciones indican que para 2050 más del 25 % de la población belga será mayor de 65 años. Asimismo, la ratio de dependencia de la vejez (la comparación entre el número de personas mayores de 65 años y aquellas de entre 15 y 64 años) se incrementaría del 29,5 % actual a alrededor del 46 % en ese mismo año. Estas cifras varían según las regiones del país: en la Región de Bruselas-Capital, debido a mayores tasas de fecundidad y migración, se estima que en 2050 aproximadamente el 18,5 % de su población tendrá 65 años o más, con tan solo un 3,8 % superando los 85 años.
El Fondo Monetario Internacional (F.M.I.) y el Comité de estudio sobre el envejecimiento, que depende del Consejo Superior de las Finanzas (C.S.F.) del Servicio público federales Finanzas (SPF Finanzas), han previsto, en 2007, que la población de Bélgica aumentaría del 5 % de aquí a 2050. Este ascenso sería debido a una elevada tasa de fecundidad, a la inmigración y a una esperanza de vida elevada.
Ya en 2005, Bélgica destinaba el 9,1 % de su PIB al pago de pensiones y el 7,1 % a gastos sanitarios. Suponiendo que no se modifique la edad de jubilación, para 2050 se prevé que el gasto total en prestaciones sociales aumente en un 5,8 % del PIB, alcanzando el 13,0 % en pensiones y el 10,8 % en sanidad.[cita requerida] Este incremento se deberá principalmente al mayor número de jubilados y al aumento de la demanda de servicios de salud. Además, se prevé que la reducción en la mano de obra ocasionada por el envejecimiento pueda compensarse parcialmente con la población actualmente desempleada, lo que disminuiría la tasa de paro y los costos relacionados con el cuidado de mayores.

## España
España, al igual que muchos otros países desarrollados, se enfrenta a un progresivo envejecimiento de su población, un fenómeno demográfico que plantea importantes desafíos sociales, económicos y sanitarios. Este proceso se caracteriza por un aumento en la proporción de personas mayores y una disminución de la población joven, lo que genera cambios profundos en la estructura social del país.
La evolución demográfica de España muestra un incremento significativo de la población de 65 años o más. Desde 2001, este grupo de edad ha crecido un 26,5%, alcanzando el 20% de la población total en 2022 y se proyecta que llegue al 30 % en 2050. Este aumento de la longevidad, junto con la disminución de la natalidad, ha llevado a un máximo histórico en el índice de envejecimiento, con 137 personas mayores de 64 años por cada 100 menores de 16 años en 2023. A su vez, se proyecta que la población activa (entre 16 y 64 años) disminuya del 65 % en 2022 al 57 % en 2050. Asimismo, se espera que la población de 80 años y más crezca un 47,5 % entre 2024 y 2039, y que los centenarios se tripliquen para 2039, superando los 46 000.
La baja tasa de natalidad y fecundidad es un factor clave en este envejecimiento. En 2022, la tasa global de fecundidad fue de 1,16 hijos por mujer, muy por debajo del nivel de reemplazo generacional de 2,1 hijos por mujer. Esta tendencia, que se ha mantenido desde la década de 1960, ha llevado a mínimos históricos en el número de nacimientos, con 322 075 en 2023, la cifra más baja desde 1941. La combinación de una baja natalidad y una esperanza de vida en aumento, que alcanzó los 83,2 años en 2021, acelera el envejecimiento poblacional.
La migración también influye en la estructura de edad de la población. La inmigración ha ayudado a mitigar la despoblación en algunas zonas rurales y a aminorar el impacto de la disminución de la población activa, pero no logra compensar completamente los efectos del envejecimiento. En 2005, los extranjeros empadronados eran unos 3,7 millones, el 8,4 % de la población total. Actualmente, más de seis millones de personas residentes en España son de origen extranjero.
Las proyecciones demográficas indican que el envejecimiento continuará en las próximas décadas. Se espera que la tasa de dependencia demográfica, es decir, la proporción de personas mayores de 64 años con respecto a la población en edad de trabajar, aumente del 31 % en 2022 al 53,7 % en 2050. Para 2030, se estima que los mayores de 65 años representarán el 30 % de la población.
El envejecimiento de la población también tiene un impacto considerable en la economía y el mercado laboral. La disminución de la población activa y el aumento de la proporción de personas jubiladas ponen en riesgo la sostenibilidad del sistema de pensiones. La población activa mayor de 55 años ha crecido un 63 % en la última década y supera los 5 millones de personas en 2024. El 50,1 % de las personas ocupadas en España tiene más de 45 años. Este cambio demográfico plantea desafíos para la productividad y el crecimiento económico del país.

## Europa central y Europa del Este
El Banco Mundial, en su informe de junio de 2007 sobre el envejecimiento de Europa del Este y de la antigua Unión Soviética, prevé que entre 2007 y 2027 la población de Ucrania y de Georgia disminuya un 24 % y un 17 %, respectivamente. El Banco Mundial también estima que los mayores de 65 años pasarán del 13 % al 21 % de la población total de Polonia y del 16 % al 24 % de Eslovenia, entre 2005 y 2025.

## Francia
Francia está experimentando un marcado envejecimiento demográfico, caracterizado por una creciente proporción de personas mayores y una disminución en la tasa de natalidad. En 2024, el 21,2 % de la población francesa tenía 65 años o más, con una esperanza de vida al nacer de 82,3 años. Este envejecimiento se ha intensificado desde 2011, con la llegada a la edad de jubilación de las generaciones nacidas tras la Segunda Guerra Mundial. En 2018, las personas de 65 años o más representaban el 19,6 % de la población, y esta proporción continúa en aumento. Se proyecta que para 2070, la población francesa alcanzará los 76,5 millones, con la mayor parte de este crecimiento concentrado en personas mayores de 65 años. Paralelamente, la proporción de jóvenes menores de 20 años ha disminuido, situándose en el 23,7 % en 2020.
Entre 1960 y 2023, la población francesa creció significativamente, pasando de 46,62 millones a 68,17 millones, un incremento del 46,2 % en 63 años. Sin embargo, este crecimiento se ha visto acompañado por una disminución de la tasa de fecundidad, que en 2023 se situó en 1,68 hijos por mujer, la más baja desde la Segunda Guerra Mundial. De hecho, en 2023, se registró el número de nacimientos más bajo desde 1946, con aproximadamente 678 000 bebés nacidos, un 6,6 % menos que en 2022, y una tasa de natalidad de 9,9 nacimientos por cada 1000 habitantes. Esta disminución de la natalidad ha generado un debate público y político sobre la necesidad de revisar las políticas familiares.
El aumento de la proporción de personas mayores en Francia ejerce una presión creciente sobre los servicios sociales y de salud. En 2023, el 66 % de los establecimientos de atención a personas mayores (EHPAD) registraron déficits financieros, en comparación con el 27 % en 2020. En el sector público, la situación es aún más crítica, con un 84,4 % de los EHPAD en déficit en 2023. El déficit total en el sector público se estima en 800 millones de euros en 2023. Estos centros, que acogen a personas mayores de 60 años con dependencia física o mental, se enfrentan a problemas estructurales como la falta de personal, un sistema de financiación inadecuado y escándalos de negligencia y maltrato en algunos centros, que han contribuido a una disminución de la ocupación. Se estima que para 2033, la población en edad de trabajar en Francia representará menos del 60 % del total, lo que podría comprometer la sostenibilidad de los sistemas de bienestar y pensiones.
El sistema de pensiones francés se enfrenta a un desafío debido al envejecimiento de la población, con la necesidad de retrasar la edad de jubilación para mantener la viabilidad financiera. En 2023, se aprobó una reforma que eleva gradualmente la edad de jubilación de 62 a 64 años para 2030, afectando a las personas nacidas a partir de 1968. Esta reforma, cuyo objetivo es asegurar la viabilidad del sistema de pensiones, ha generado debate y controversia en el país.
El gobierno francés ha implementado diversas políticas para hacer frente a estos retos. Entre ellas, se han promovido políticas para la conciliación de la vida privada y profesional, especialmente para las mujeres, junto con medidas para apoyar a las personas mayores, fomentar su permanencia en el hogar y también se han desarrollado servicios de atención a domicilio. Además, se ha puesto en marcha un plan para combatir la infertilidad y aumentar la tasa de natalidad, ante la preocupación por el bajo número de nacimientos. El país también ha incentivado el empleo a domicilio para el cuidado de personas mayores y discapacitadas y formalizando trabajos que a menudo son informales. Estas políticas tienen como objetivo apoyar a las familias, fomentar la natalidad y promover la conciliación entre la vida familiar y profesional, aunque la eficacia de estas medidas sigue siendo objeto de debate.
El envejecimiento de la población en Francia no solo tiene un impacto en las finanzas públicas y los servicios sociales, sino también en la estructura social y laboral del país, haciendo que la atención a las personas mayores sea uno de los desafíos más importantes para los próximos años. A pesar de que la población activa aumentó hasta 2022, se prevé una disminución a partir de 2040, lo que plantea desafíos adicionales para el mercado laboral y la sostenibilidad de los sistemas de bienestar social.

## Italia
Italia se enfrenta a un notable envejecimiento demográfico, con una edad media que supera los 48 años, situándose como el país más envejecido de la Unión Europea. Esta tendencia se atribuye a una baja tasa de natalidad, con una fecundidad actual de 1,25 hijos por mujer, por debajo del nivel de reemplazo generacional de 2,1. Además, la esperanza de vida ha aumentado, contribuyendo a una mayor proporción de personas mayores en la población.
La región de Liguria, en el noroeste del país, presenta una de las relaciones más altas entre población anciana y joven a nivel mundial. Durante la primera década del siglo XXI, aproximadamente una décima parte de las escuelas en esta región cerraron debido a la disminución de la población joven. Génova, su capital, ha experimentado una reducción significativa de habitantes, con una tasa de mortalidad de 13,7 por cada 1000 personas y una tasa de natalidad de 7,7 por cada 1000, resultando en un crecimiento natural negativo. La región tenía en 2022 7,8 ancianos por cada niño y la edad media era de 49 años.
El gobierno italiano ha intentado frenar e invertir la tendencia ofreciendo subvenciones a las familias que tengan hijos y buscando aumentar la inmigración. Aunque la fertilidad se ha mantenido estancada, la inmigración ha minimizado la escasez de mano de obra.
Italia es una nación que ha producido más emigrantes que inmigrantes durante muchos años. Así, hoy día se discute y surgen conflictos como consecuencia del cambio de estatus de tierra de acogida y recepción. La Liga Norte, partido regionalista y xenófobo derechista, tiene por responsable del ascenso de la tasa de criminalidad y de terrorismo en Italia a los inmigrantes. Esta liga propone igualmente prohibir la construcción de mezquitas en Italia, separar inmigrantes y nativos en los transportes públicos o impedir que los habitantes que no tienen nacionalidad italiana obtener la subvención por desempleo en Piamonte. La política xenófoba de la Liga Norte ha sido denunciada, entre otros, por Tracy Wilkinson de Los Angeles Times.
En Italia, el 68% de los jóvenes de entre 18 y 34 años aún residen con sus padres, una cifra que ha aumentado en ocho puntos porcentuales desde 2002, cuando era del 59,7 %. Este fenómeno se atribuye principalmente a la precariedad laboral y a la dificultad para acceder a viviendas asequibles. En respuesta, se han propuesto incentivos fiscales para fomentar la independencia de los jóvenes.
La estructura poblacional muestra una pirámide regresiva, con una base más estrecha y un porcentaje significativo de personas mayores, reflejando una baja tasa de natalidad y una alta esperanza de vida. En 2024, la población en edad de trabajar representa el 63,48 % del total, mientras que la población mayor de 65 años constituye el 24,62 %, evidenciando un notable envejecimiento demográfico.

## Portugal
En Portugal, un censo en 1994 mostraba que el 13,1 % de la población tenía más de 65 años. El promedio de edad del país ha aumentado en 8 años entre el comienzo de los años 1980 y la primera década del siglo XXI. En 1999, los expertos demográficos predijeron que la población de tercera edad representaría el 16,2 % de los hombres y el 17,6 % de las mujeres de 2010[cita requerida]. Este envejecimiento demográfico se ha intensificado en las décadas posteriores, y para 2024, el porcentaje de personas mayores de 65 años se estima en un 24 % de la población total.
En los años sesenta, la esperanza de vida de un hombre portugués era reducida con respecto a aquella de un hombre de una de las otras naciones de Europa Occidental. Efectivamente, era de 61,2 años frente a los 77,5 años para una mujer. A partir de 2006, el promedio remontó a 77,7 años para ambos sexos. En 2023, la esperanza de vida al nacer se situó en 82,4 años: 79,5 años para los hombres y 85,2 años para las mujeres.
El envejecimiento de la población plantea importantes desafíos para el país, especialmente en términos de sostenibilidad de los sistemas de seguridad social y atención sanitaria. Las proyecciones demográficas indican que esta tendencia continuará en las próximas décadas, aumentando la proporción de personas mayores en la población total.

## Reino Unido
Reino Unido tiene un índice de fecundidad de 1,94 en 2008, según el Banco Mundial. Entre las potencias europeas, es la tasa de fecundidad más elevada, detrás de la de Francia, que es de 2.

## Rusia

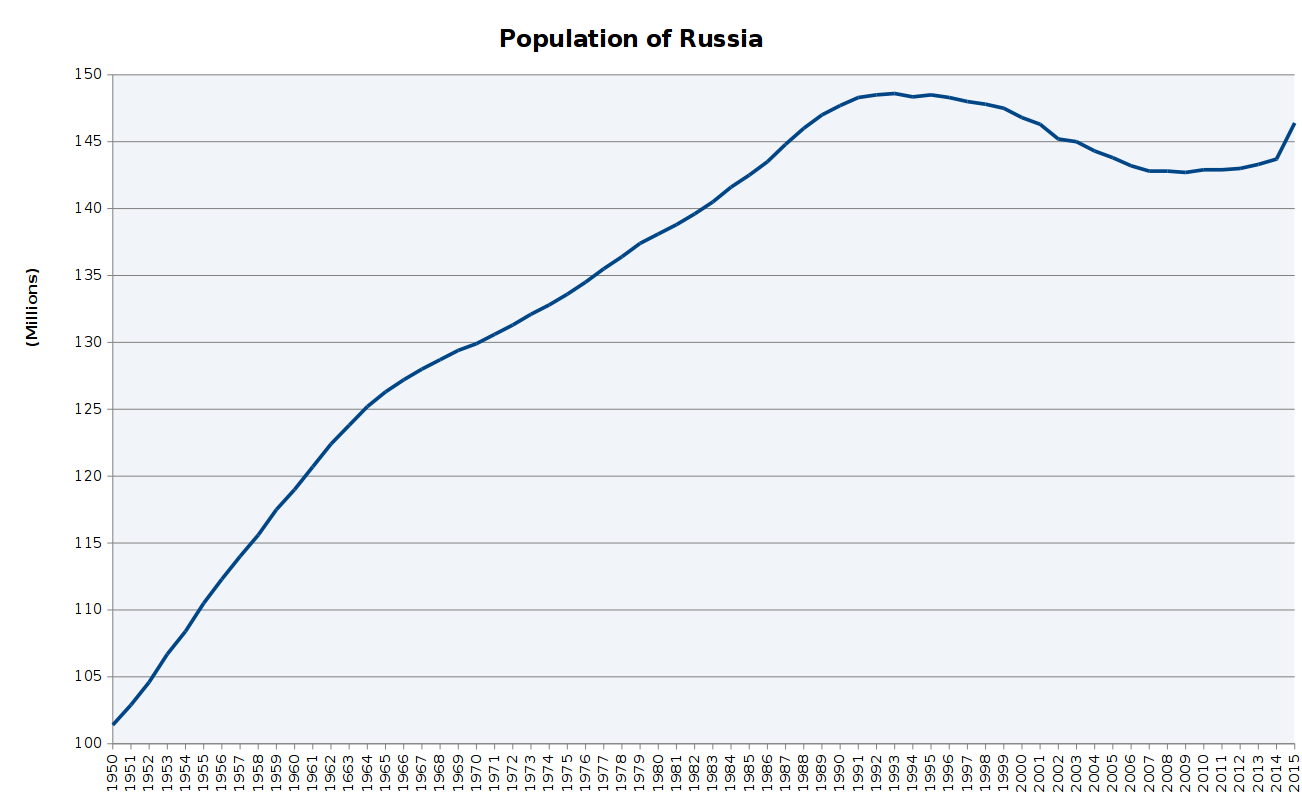
Población de Rusia (en millones) de 1950 a 2013.

La población de Rusia pasó, después de un pico de 148 689 000 habitantes en 1990, a 143 millones en 2005, registrando así un declive del 4 %. En 2005, el Banco Mundial ha previsto que si la tendencia no mejora se producirá una disminución del 22 % de la población rusa, o sea, hasta quedarse con 111 millones de habitantes, de aquí a 2050. La Organización de las Naciones Unidas ha señalado igualmente el riesgo de que la población rusa disminuya un tercio durante la primera mitad del siglo XXI.
El declive demográfico en Rusia es causado por un índice de fecundidad bajo y una tasa de mortalidad muy elevada en los hombres de la población activa.
En 2012, Rusia conoció un crecimiento natural positivo por primera vez desde 1992.